# Stazione di Ardena
La stazione di Ardena era una fermata ferroviaria posta sulla linea Ghirla-Ponte Tresa. Sita nel territorio comunale di Marchirolo, serviva tuttavia prevalentemente il centro abitato di Ardena, frazione del comune di Brusimpiano.